# Oropos
Oropos (in greco Ωρωπός?) è un comune della Grecia situato nella periferia dell'Attica (unità periferica dell'Attica Orientale) con 29.542 abitanti secondo i dati del censimento 2001.
A seguito della riforma amministrativa detta Programma Callicrate in vigore dal gennaio 2011 che ha abolito le prefetture e accorpato numerosi comuni, la superficie del comune è ora di 338 km² e la popolazione è passata da 1.252 a 29.542 abitanti.

## Storia
Nell'antichità Oropo, contesa tra Beoti e Ateniesi, divenne famosa soprattutto per la presenza dell'oracolo di Anfiarao.